# Helan och Halvan som detektiver
Helan och Halvan som detektiver (engelsk originaltitel: Do Detectives Think?) är en amerikansk stum kortfilmskomedi från 1927 i regi av Fred Guiol och med manus av Hal Roach (även producent) och H. M. Walker (textskyltar).
Filmen är känd som en av de tidigaste filmerna med Stan Laurel och Oliver Hardy där dessa uppträder i ett par rollkaraktärer som i all väsentlighet är de som de skulle vidareutveckla som komikerduon Helan och Halvan.

## Produktionsuppgifter
Filmen spelades in i maj 1927 men hade biopremiär först den 20 november samma år. Då hade redan flera filmer med Laurel och Hardy inspelade senare under året hunnit ha premiär. Eventuellt berodde dröjsmålet på att producenten Hal Roach vid denna tid bytte distributörssamarbete från Pathé till Metro-Goldwyn-Mayer, och att Pathé kan ha avvaktat med att släppa de sista filmer de hade rättigheterna till (däribland denna) för att bättre kunna dra nytta av komikerduons stigande popularitet.

## Handling
Domare Foozle dömer en mördare, "The Tipton Slasher", till döden, och denne svär att hämnas. När domaren läser i tidningen att mördaren har rymt låter han hyra in två synnerligen inkompetenta privatdetektiver för att beskydda honom från rymlingen. Denne har samtidigt, såväl Foozle som alla andra ovetande, redan lyckats lura sig in i hushållet utklädd till butler. Efter diverse missförstånd och vilda jakter genom huset lyckas den ene detektiven till slut faktiskt gripa mördaren.

## Ställning som tidig Helan och Halvan-film
Stan Laurel och Oliver Hardy hade redan gemensamt medverkat i en handfull filmer för Roach när Helan och Halvan som detektiver gjordes. De hade dock ännu inte officiellt lanserats som en duo, utan utgjorde en del av den ensemble som marknadsfördes som "Hal Roach's All Stars" och hade haft varierande rollkaraktärer i förhållande till varandra. I denna film framträder de dock tydligt som parhästar för första gången, och med större delen av de attribut som sedan skulle bli återkommande i deras följande filmer, däribland inte minst de illasittande kostymerna med tillhörande plommonstop. Dessa huvudbonader (som i denna film har sin förklaring i att duon spelar just detektiver - en yrkesgrupp vid tiden förknippad med denna huvudbonad) används också här för första gången som grund för en scen där Laurel och Hardy upprepade gånger förväxlar sina hattar med varandras, ett tema de skulle återvända till i många senare filmer.
Vissa detaljer i filmen avviker dock fortfarande mot vad som senare skulle bli norm i "Helan och Halvans" senare filmer, däribland främst det faktum att de har fiktiva rollnamn i stället för att använda sina egna förnamn - Stan och Ollie - även som filmfigurer. Stan Laurel har heller ännu inte anlagt den spretiga frisyr som skulle bli ett av Halvans kännemärken.

## Rollista
- Stan Laurel – Ferdinand Finkleberry, världens näst sämste detektiv
- Oliver Hardy – Sherlock Pinkham, den sämste
- James Finlayson – Domare Foozle
- Viola Richard – Fru Foozle
- Noah Young – "The Tipton Slasher", mördare
- Frank Brownlee – Detektivbyråchef
- Charles A. Bachman – Polis
- Wilson Benge – Butler som attackeras av mördaren
- Will Stanton – Mördarens kompis